# Andrew Ladd
Andrew Ladd (ur. 12 grudnia 1985 w Maple Ridge, Kolumbia Brytyjska) – kanadyjski hokeista, reprezentant Kanady.

## Kariera klubowa
- Okanagan Chiefs (2000–2001)
- Port Coquitlam Pirates (2001–2002)
- Vancouver Giants (2002)
- Coquitlam Express (2002–2003)
- Calgary Hitmen (2003–2004)
- Carolina Hurricanes (2005–2008)
  -  Lowell Lock Monsters (2005–2006)
  -  Albany River Rats (2007)
- Chicago Blackhawks (2008–2010)
- Atlanta Thrashers (2010–2011)
- Winnipeg Jets (2011-2016)
- Chicago Blackhawks (2016)
- New York Islanders (2016-2021)
  -  Bridgeport Sound Tigers (2018-2021)
- Arizona Coyotes (2021-)

Wychowanek klubu Ridge Meadows Rustlers. Przez dwa sezony występował w barwach Calgary Hitmen w juniorskich rozgrywkach WHL w ramach CHL. Ponadto grał również w lidze AHL. W drafcie NHL z 2004 został wybrany przez Carolina Hurricanes z czwartym numerem. Zawodnikiem tego klubu był od 2005 przez trzy niepełne sezony NHL. W tym czasie zdobył z ekipą Puchar Stanleya. Następnie przez trzy kolejne od 2008 grał w Chicago Blackhawks. Z tym klubem także wygrał Puchar Stanleya. Od lipca 2010 był graczem Atlanta Thrashers i był kapitanem tej drużyny w sezonie NHL (2010/2011). W maju 2011 podpisał pięcioletni kontrakt z Winnipeg Jets. Od tego czasu był kapitanem tego zespołu. Od końca lutego 2016 ponownie zawodnik Chicago Blackhawks. Od lipca 2016 zawodnik New York Islanders, związany siedmioletnim kontraktem. Od lipca 2021 zawodnik Arizona Coyotes.

## Kariera reprezentacyjna
Został reprezentantem Kanady. Występował w kadrze juniorskiej kraju na mistrzostwach świata do lat 20 w 2005. W kadrze seniorskiej uczestniczył w turniejach mistrzostw świata 2011, 2012, 2013.

## Sukcesy

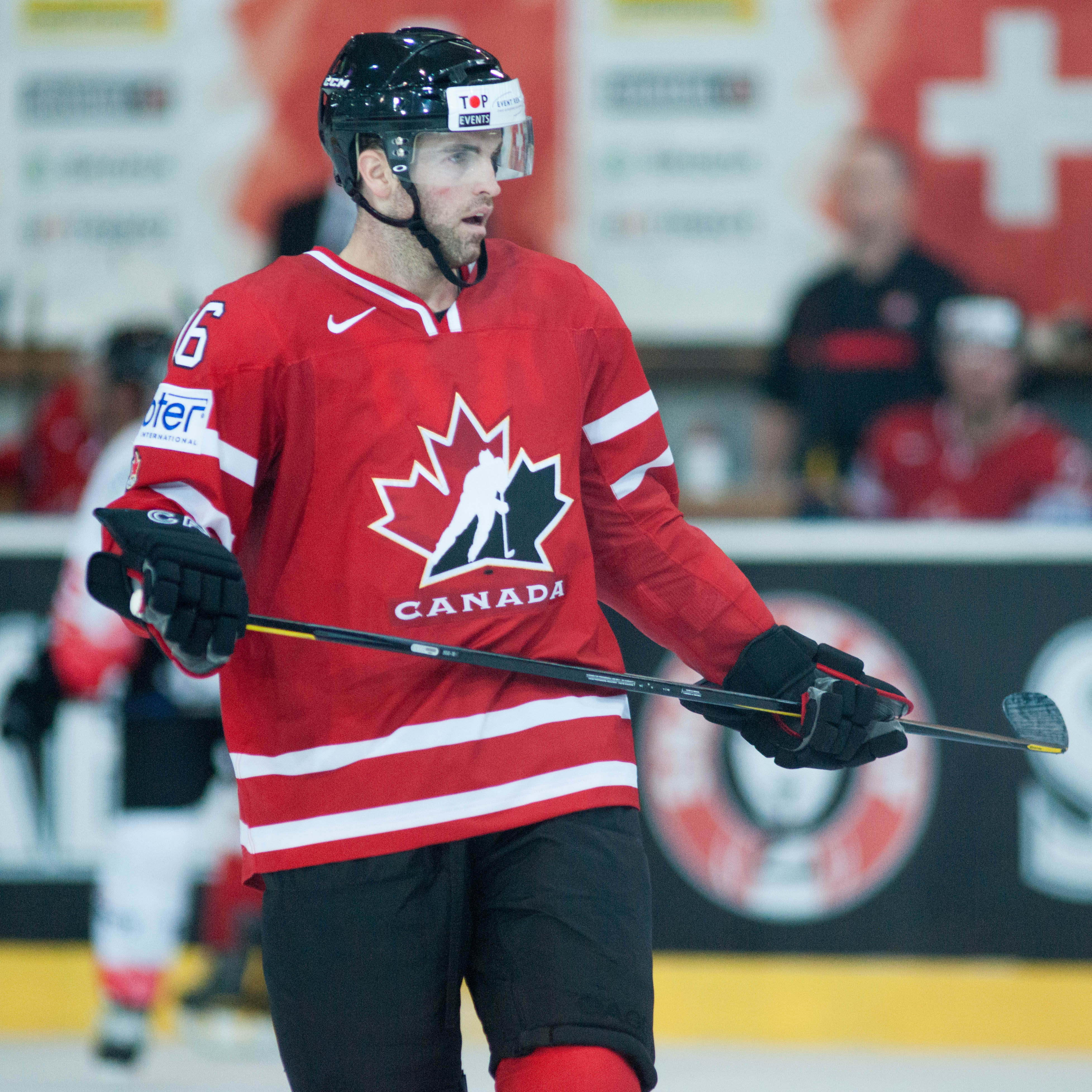
Andrew Ladd w barwach Kanady (2012)

Reprezentacyjne
- Złoty medal mistrzostw świata juniorów do lat 20: 2005

Klubowe
- Mistrzostwo dywizji NHL: 2006 z Carolina Hurricanes, 2010 z Chicago Blackhawks
- Mistrzostwo konferencji NHL: 2006 z Carolina Hurricanes, 2010 z Chicago Blackhawks
- Prince of Wales Trophy: 2006 z Carolina Hurricanes
- Clarence S. Campbell Bowl: 2010 z Chicago Blackhawks
- Puchar Stanleya: 2006 z Carolina Hurricanes, 2010 z Chicago Blackhawks

Indywidualne
- WHL i CHL 2003/2004:
  - Pierwsze miejsce w klasyfikacji strzelców wśród pierwszoroczniaków w sezonie zasadniczym: 30 goli
  - Pierwsze miejsce w klasyfikacji kanadyjskiej wśród pierwszoroczniaków w sezonie zasadniczym: 75 punktów
  - Pierwsze miejsce w klasyfikacji +/− w sezonie zasadniczym: +39
  - CHL Top Prospects Game
- Mistrzostwa Świata w Hokeju na Lodzie 2011/Elita:
  - Jeden z trzech najlepszych zawodników reprezentacji[6]